# Air Lib
Nota fino al 2001 come Air Liberté, è stata una compagnia aerea francese, con sede a Rungis, un generoso e un poco convulso tentativo di impiantare un'aerolinea a basso costo per operare sia all'interno della Francia che all'estero, anche verso destinazioni lontane. Dichiarò bancarotta il 13 febbraio 2003 ed il 17 febbraio fu posta in liquidazione dal tribunale del commercio di Créteil.

## Storia
La società fu costituita nel luglio 1987 con la ragione sociale Compagnie Air Liberté S.A. Come suggeriva chiaramente il nome si voleva offrire al pubblico un servizio a prezzi accettabili, sia all'interno che all'esterno del paese. Le attività di volo, inizialmente solo charter, debuttarono il 26 marzo 1988. La risposta dell'utenza fu relativamente tiepida e spinse la dirigenza verso altri progetti. Nel 1992 iniziavano i primi collegamenti di linea. La flotta aveva nel frattempo incorporato velivoli tipicamente destinati al medio raggio quali Boeing 737, Douglas DC 9, Fokker 100. Ma poi anche i più capienti Airbus A300 e A310. Senza dimenticare le attività minori con biturbina ATR 42 e ATR 72, generalmente noleggiati da terzi.
La concorrenza era comunque feroce e l'aggressività di Air France e dell'affiliata Air Inter non concedeva tregua. Nell'autunno 1996 le attività di volo furono sospese mentre era già apparso chiaro che si rendeva necessario un solido partner, meglio se straniero. Così, nel gennaio 1997, Air Liberté veniva acquistata da British Airways, desiderosa di impiantarsi decisamente Oltremanica. Nel marzo 1997 cominciavano le trattative per la fusione con la TAT European Airlines (dall'agosto 1996 proprietà British Airways). Il processo di accorpamento iniziò in ottobre e si concluse con la piena integrazione nel marzo successivo.
Ma non tutto filava liscio nell'ensamble franco-britannico. Filosofie diverse, atteggiamenti manageriali contrastanti, volumi di traffico non particolarmente entusiasmanti cominciarono a screpolare l'alleanza. Al punto tale che il partner britannico se ne andò nel marzo 2000. Occorreva correre ai ripari! A giro d'orizzonte sembrò più incoraggiante l'unione con un'altra azienda francese. Così, dopo febbrili settimane di trattative, nel marzo 2001 assorbì AOM French Airlines (che si portava a seguito la proprietà di Air Littoral). Nel mese di settembre fu adottato il nome Air Lib.
Gli anni con la nuova denominazione, tutto sommato brevi ma anche meno tormentati, non videro fusioni, variazioni nell'azionariato e tentativi di razionalizzazione di quello che avrebbe potuto essere il secondo più grande gruppo aereo francese. Nondimeno non si creò mai una società realmente integrata ed efficiente. Le operazioni furono interrotte nel febbraio 2003 pochi giorni dopo aver dichiarato bancarotta.

## Flotta
Al 1º gennaio 2003 la flotta risultava composta da 32 aeromobili:
- 2 Airbus A340-211
- 2 Airbus A340-313X
- 11 McDonnell Douglas DC-10-30
- 4 McDonnell Douglas MD-81
- 1 McDonnell Douglas MD-82
- 13 McDonnell Douglas MD-83

### Tipi di velivoli utilizzati nel periodo 1987-2002
- Airbus A300B
- Airbus A310
- ATR 42
- ATR 72
- Boeing 737
- Douglas DC 9
- Fokker 100